# Claire Dautherives
Claire Dautherives (Saint-Jean-de-Maurienne, 5 september 1982) is een Franse voormalige alpineskiester. Ze nam eenmaal deel aan de Olympische Winterspelen, maar behaalde geen medaille.

## Carrière
Dautherives maakte haar wereldbekerdebuut in januari 2003 tijdens de slalom in Maribor. Ze stond nog nooit op het podium van een wereldbekerwedstrijd.
Op de Olympische Spelen in Vancouver nam ze deel aan de slalom. Ze haalde de finish van de eerste run niet.

## Resultaten

### Titels
Frans kampioene slalom – 2008, 2009

### Olympische Spelen
| Jaar | Plaats    | Resultaten  |
| ---- | --------- | ----------- |
| 2010 | Vancouver | DNF1 Slalom |

### Wereldbeker

#### Eindklasseringen
| Seizoen   | Algm | SL  |
| --------- | ---- | --- |
| 2007/2008 | 65e  | 27e |
| 2008/2009 | 101e | 42e |
| 2009/2010 | 83e  | 28e |
| 2011/2012 | 98e  | 44e |